# Valpelline (dolina)

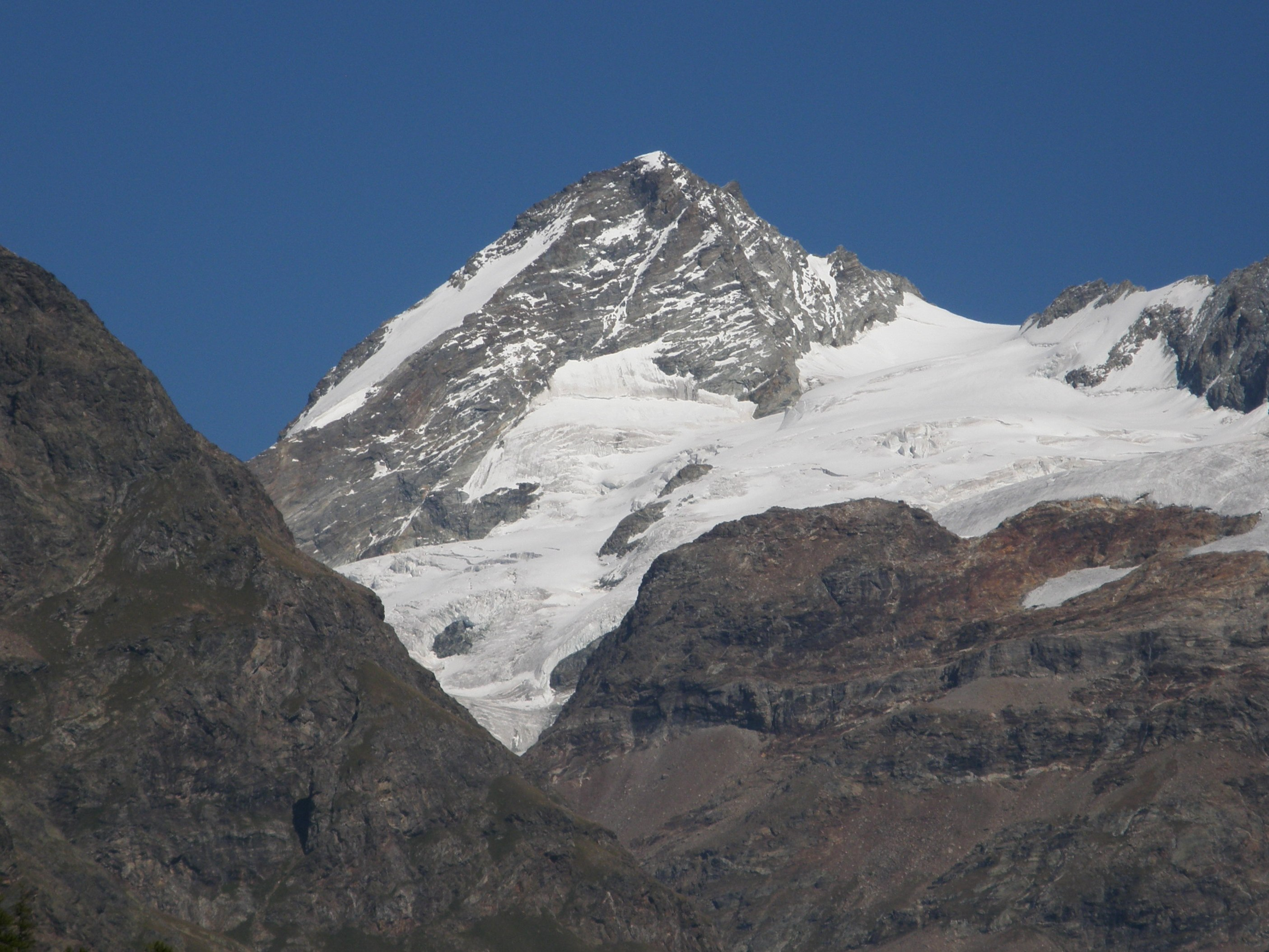
Widok z doliny na szczyt Dent d’Hérens

Valpelline – dolina we Włoszech, w Alpach Pennińskich, w regionie Dolina Aosty. W miejscowości Gignot odchodzi na północny wschód od doliny Valle del Gran San Bernardo. Kilka kilometrów dalej, w miejscowości Valpelline, odchodzi od niej na północny zachód dolina Valle di Ollomont. Natomiast dolina Valpelline idzie dalej na północny wschód i dochodzi do masywów Bouquetins i Matterhorn na granicy włosko-szwajcarskiej.
Od północnego zachodu dolinę ograniczają masywy Mont Gelé i Mont Collon, a od południowego wschodu boczny grzbiet masywu Matterhorn i masyw Luseney–Cian. Oddzielają one dolinę Valpelline od doliny Valtournenche.

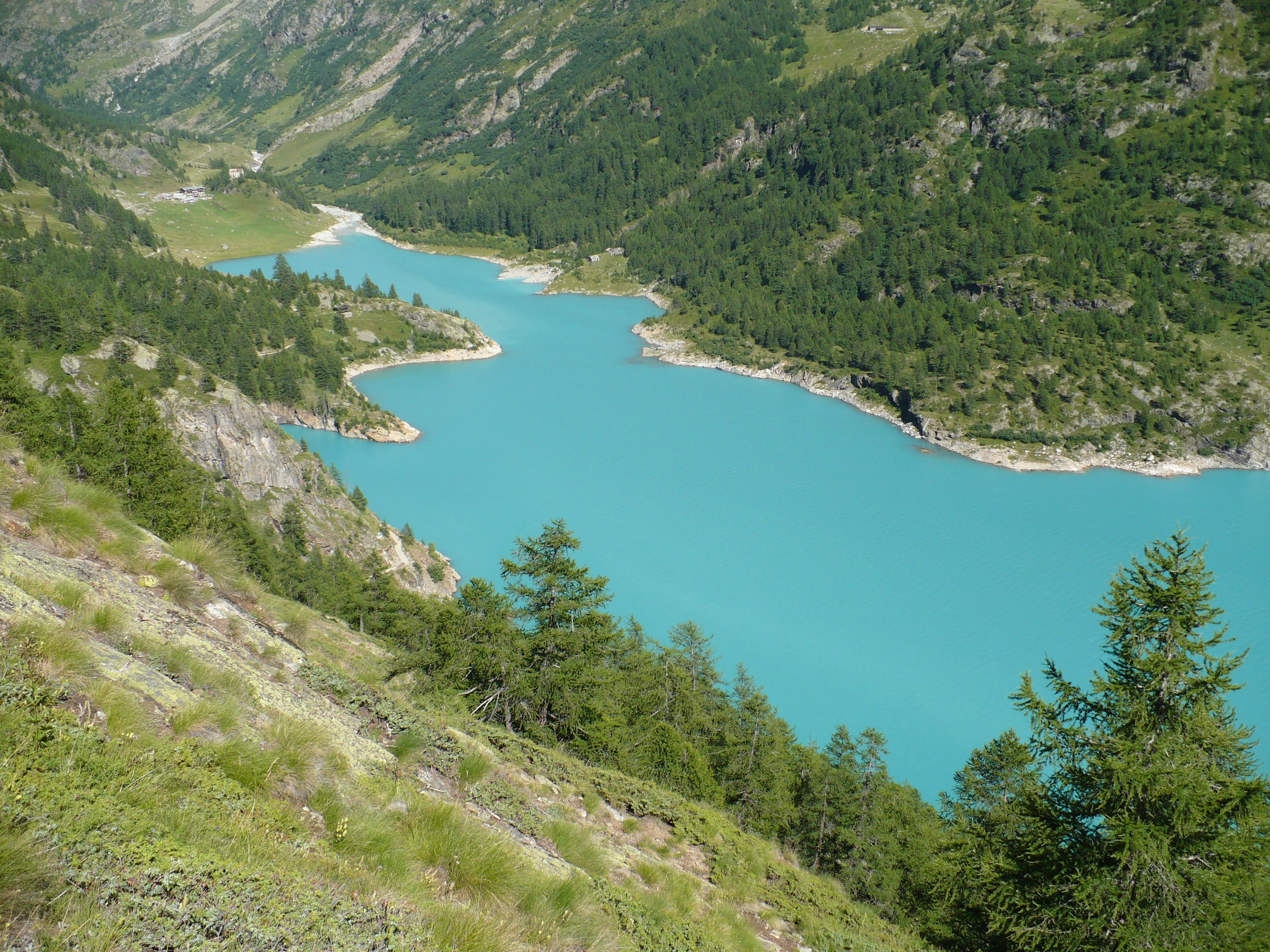
Jezioro Lago di Place Moulin

Doliną płynie rzeka Buthier wypływająca z lodowców Ghiacciaio di Tsa de Tsan i Ghiacciaio des Grandes Murailles. W górnej części doliny na rzece znajduje się tama oraz sztuczne jezioro Lago di Place Moulin.
Główne miejscowości w dolinie to Valpelline, Oyace i Bionaz. W najwyższej części doliny znajdują się schroniska Rifugio Aosta i Rifugia Col Collon.